# ديك باربر
ديك باربر (بالإنجليزية: Dick Barber)‏ هو منافس ألعاب قوى أمريكي، ولد في 24 يوليو 1910، وتوفي في 22 مايو 1983.

## وصلات خارجية
- ديك باربر على موقع أوليمبيديا (الإنجليزية)